# Metaseiulus mahri
Metaseiulus mahri är en spindeldjursart som först beskrevs av Chant och Yoshida-Shaul 1984.  Metaseiulus mahri ingår i släktet Metaseiulus och familjen Phytoseiidae. Inga underarter finns listade i Catalogue of Life.